# Great Maplestead
Great Maplestead är en by och en civil parish i Braintree i Essex i England. Orten har 355 invånare (2001). Den har en kyrka.